# Бои за Торецк
Бои за Торецк — бои за город Торецк между вооружёнными силами России и Украины в ходе вторжения России на Украину.

## Ход боевых действий

Линия фронта в середине ноября 2024 г.

### 2024 год

#### Июнь
Наступление на Торецк начато 19 июня 2024 года. ВС РФ удалось вклиниться на глубину 2 км, захватить к 29 июня посёлок Шумы и выйти к окраине посёлка Пивничное (бывшее Кирово). Украинские военные эксперты Виктор Кевлюк и Константин Машовец оценили численность наступающей российской войсковой группировки в 10—11 тысяч человек, из которых половина на передовой.
Официально Минобороны России о наступлении на город не объявляло.
30 июня отряд «Ветераны» проник через подземную трубу на окраины посёлка Пивничное, захватив опорный пункт ВСУ. Российские войска продвинулись на 2,6 км в глубину и 5,6 км в ширину на направлении Торецка. Россияне продвинулись в районе Зализного (бывшее Артёмово) и действовали вдоль улицы Московской на окраине Пивничного. Также наступление шло к югу от Торецка в направлении Нью-Йорка.

#### Июль
22 июля ВС РФ захватили юго-западную часть Нью-Йорка и продвинулись до улицы Есенина.
23—29 июля бои продолжались в Дружбе, Нью-Йорке, Пивденном, Пивничном и Зализном; российские войска сделали незначительное продвижение к востоку от Торецка и в Нью-Йорке. Российские войска продолжали обстреливать и наносить удары по Торецку, в том числе с помощью управляемых планирующих бомб.

#### Август
11 августа российские войска захватили последние части Пивденного в процессе захвата линии обороны 2014 года и продвинулась до восточных окраин Торецка в Пивничном.
14 августа Вооружённые силы РФ почти полностью заняли Зализное и Пивничное, расположенные возле Торецка. По сообщению украинских источников, войска Украины, ранее расположенные между Нью-Йорком и Зализным, из-за угрозы быть окружёнными отступили в сторону Торецка.
19 августа 2024 года Минобороны РФ заявило о контроле над городом Зализное в Донецкой области.
Согласно заявлениям российской Минобороны от 20 августа, в результате действий группировки войск «Центр», нанесших поражение крупной группировке украинских военных, посёлок Нью-Йорк перешёл под контроль ВС РФ. Украинский OSINT-канал Deep State ночью с 19 на 20 августа заявил, что в городе продолжаются бои. Минобороны Украины заявило, что 20 % территории города находится под контролем ВСУ, в то время как ВС РФ продолжили движение в сторону посёлка Нелеповка.
20 августа 2024 министр обороны РФ А. Р. Белоусов поздравил 9-ю омсбр со взятием Нью-Йорка (Новгородское) и 132-ю омсбр со взятием Зализного (Артёмово). Однако ISW не наблюдал свидетельств взятия Нью-Йорка россиянами.
22 августа российские войска совершили первую атаку на сам Торецк, продвигаясь от Пивничного в восточную часть города.
По информации Meduza от 23 августа, российские военные почти полностью заняли посёлки Пивденное (Ленинское) и Пивничное (Кирово), Дружба и Зализное, расположенные южнее и восточнее Торецка. ВС РФ вплотную подошли к Торецку с юго-востока.

#### Сентябрь
5—6 сентября 12 бригада специального назначения «Азов» отбила часть посёлка Нью-Йорк и деблокировала находившиеся в окружении подразделения ВСУ.
6—7 сентября российские войска продолжили атаки на восточной окраине Торецка и к югу от города в районе Нелеповки и Нью-Йорка, а также в направлении Сухой Балки.
9—10 сентября ВС РФ продолжали наступательные операции к северо-востоку от Торецка в районе Дружбы и к югу от Торецка в районе Нелеповки.
15—16 сентября продолжались бои в восточной части Торецка, в том числе в районе хлебозавода и исправительной колонии; северо-восточнее Торецка в районе Дружбы и Дачного; юго-восточнее Торецка в районе Железного; южнее Торецка в районе Нелеповки; и юго-западнее Торецка в направлении Щербиновки. Со стороны ВС РФ действовали подразделения 74-й и 132-й мотострелковых бригад.
К 20—21 сентября российские войска незначительно продвинулись в центре Торецка и центре Леонидовки (к юго-западу от Торецка), а также продолжали наступательные операции к северо-востоку от города в районе Дачного, к югу от города в районе Нелеповки и в направлении Щербиновки.
23 сентября украинским войскам удалось продвинуться на юг вдоль улицы Центральная на востоке Торецка. Наступление российских сил усложняет высотная застройка города.

#### Октябрь
5 октября Институт изучения войны на основе анализа геолоцированных кадров сообщил о продвижении ВС РФ в центре Торецка.
7 октября 2024 года оперативно-тактическая группа «Луганск» (Украина) заявила о заходе ВС РФ на окраины Торецка с восточной стороны.
К 11 октября российские войска захватили около половины Торецка.
Во второй декаде октября российские войска продолжали наступательные операции около самого Торецка; к северу от города — в районе Дылеевки; к западу — в районе Щербиновки и в направлении Романовки; к юго-западу — в направлении Сухой Балки; а также к югу от Торецка в районе Нелиповки, но никаких подтвержденных изменений на линии фронта не было. Несмотря на ежечасные атаки окраин Нью-Йорка (к югу от Торецка) силами ВС РФ, ВСУ удалось стабилизировать линию фронта и замедлить темпы российского продвижения в этом районе.

#### Ноябрь
По информации Института изучения войны, 6 ноября ВС РФ заняли посёлок Дружба, находящийся восточнее Торецка. В первой декаде ноября российские войска имели на Торецком направлении до 21 000 солдат, до 50 танков и около 235—240 единиц бронетехники.
В первой половине ноября ВС РФ продолжали почти ежедневные атаки вблизи самого Торецка, Щербиновки (к западу от Торецка), а также Нелиповки и Сухой Балки (оба к юго-западу от Торецка). В самом Торецке по состоянию на 13 ноября они контролировали около 23,1 % территории города.
Во второй половине ноября ВС РФ продолжали медленно продвигаться в Торецке и возле города. К 5 декабря они продвинулись на северо-запад к улице Светлая в центре Торецка и на запад к отвалам шахты Центральная в центре города.

#### Декабрь
В первой половине декабря ВС РФ безуспешно пытались захватить Торецк, но к 15 декабря смогли продвинуться лишь на северо-запад, в районе шахты «Центральная», и в центре города — к рынку и отвалу отходов рядом с шахтой № 10. Российские подразделения также продолжали атаковать к северу от Торецка, в районе Дылевки, и к северо-востоку — в районе Крымского.
Во второй половине декабря ВС РФ безуспешно пытались захватить Торецк, но к 27 декабря смогли незначительно продвинуться до улицы Саратовской на севере города, до центрального рынка и улицы Горнозаводской в центре и вдоль улицы Хижняка на западе Торецка.
27 и 28 декабря российские войска усилили атаки в центре города около шахты «Центральная» и Центрального рынка, а также около стадиона «Авангард» и продвинулись вдоль улицы Рудничной в западном Торецке. Бои также шли к западу от Торецка около Щербиновки.

### 2025 год

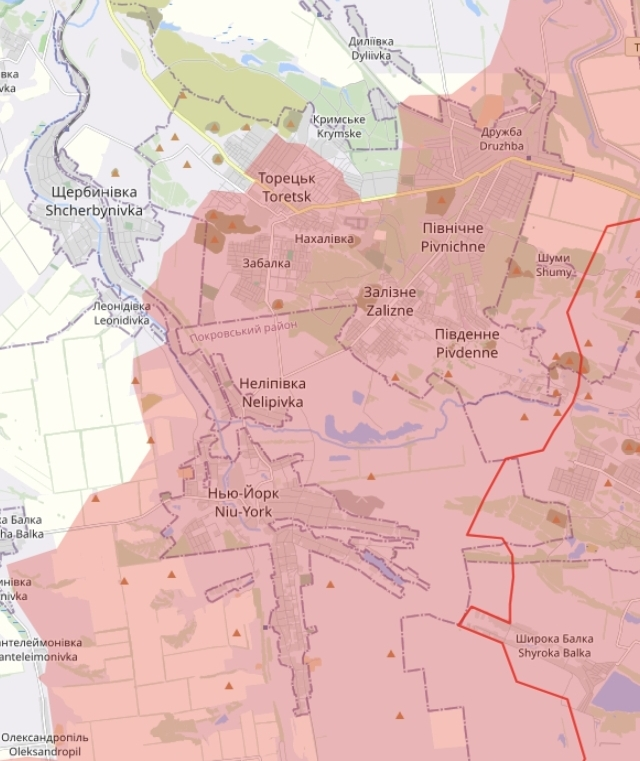
Линия фронта в начале января 2025 года

#### Январь
В первых числах января 2025 года российские войска незначительно продвинулись вдоль улицы Кутузова на западе Торецка, улицы Саратовской на севере города и улицы Космонавтов на юго-западе.
После нескольких недель более высоких темпов наступления ВС РФ продвинулись на северо-западе города и достигли северо-западной административной границы Торецка. По состоянию на 7 января 2025 года по данным Института изучения войны (ISW) они занимали примерно 71 % населенного пункта.
12 января 2025 года Meduza сообщила, что ВС РФ вышли к северным окраинам Торецка. ВСУ сохраняют присутствие и оказывают сопротивление только в постройках и в отвалах шахт.
Геолоцированные кадры, опубликованные 26 января, указывают на то, что украинские войска недавно продвинулись на северо-западе Торецка. Дополнительные геолоцированные кадры, опубликованные 27 января, указывают на то, что российские войска недавно продвинулись в районе шахты «Торецкая» на севере Торецка.
К 29 января 2025 года геолоцированные кадры подтвердили российский контроль над 88 % города.
Геолоцированные кадры, опубликованные 31 января, указывают на то, что украинские войска недавно продвинулись в северном Торецке.
В начале 2025 года, российское военное командование усилило наступательные операции юго-западнее Торецка силами 150-й и 20-й мотострелковых дивизий (обе входят в состав 8-й ОА).

#### Февраль
Геолоцированные кадры, опубликованные 2 февраля, указывают на то, что ВСУ недавно продвинулись в южной Щербиновке (к западу от Торецка). 1 и 2 февраля ВС РФ провели наступательные операции вблизи самого Торецка и к востоку от города в районе Крымского.
5—6 февраля российские войска атаковали в самом Торецке, севернее города в районе Дылевки и юго-западнее Торецка в районе Щербиновки. Продолжались бои на севере города за террикон к западу от шахты «Торецкая».
7 февраля МО РФ заявило о взятии Торецка, но DeepStateMAP и ISW свидетельствуют о продолжающихся боях на западных и северных окраинах города. ВСУ продолжали занимать изолированные оборонительные позиции в Торецке и 10—11 февраля продвинулись к северо-востоку от Дружбы, в северном Торецке и в центральной Леонидовке (к западу от Торецка).
25 и 26 февраля ВС РФ атаковали около Торецка и севернее города в районе Крымского; ВСУ контратаковали и сумели продвинуться вдоль улиц Чайковского и Карла Либкнехта к стадиону «Авангард».

#### Март
Геокадры, опубликованные 1 и 2 марта, показывают, что ВСУ продвинулись в северной и центральной части Торецка, и 3 марта — вдоль улицы Променева на юго-западе города.
Геокадры, опубликованные 7 марта, показывают, что российские войска недавно продвинулись по улице Воронежской в западном Торецке.
Геокадры, опубликованные 9 марта, показывают, что ВСУ недавно незначительно продвинулись в центре Торецка и отбили стадион «Авангард» в центре города, а также продвинулись к востоку от Пантелеймоновки (юго-запад от Торецка) и к шахте Центральная в центре города.
10—12 марта ВС РФ продвинулись к улице Соборной и к улице Михаила Грушевского на севере Торецка, а ВСУ — вдоль улицы 8 Березня (8 Марта) на юге города.
14—15 марта ВС РФ продолжили атаки в Торецке, а также в районе Дачного, Дружбы и возле Сухой Балки и продвинулись к югу от Леонидовки (юго-запад от Торецка). В свою очередь ВСУ контратаковали и продвинулись вдоль улиц Михаила Грушевского и Донецкой на севере города.
16—17 марта ВС РФ продвинулись в северном Торецке и к зданию на шахте «Центральная» на западе города, а также к северу от Новобахмутовки и к северу и северо-востоку от Дружбы.
18—19 марта ВС РФ предпринимали попытки обойти с севера позиции ВСУ в районе шахты «Торецкая» и атаковали в районе Крымского и Дружбы.
С 20 по 24 марта в Торецке продолжились уличные бои, а ходе которых ВС РФ продвинулись вдоль улиц Энгельса и Михаила Грушевского в центре, улиц Чайковского, Даргомыжского и Донецкой в северной части города, вдоль улицы Строителей в юго-западной части Торецка и вдоль улицы Советской в северной части Александрополя (в 20 км юго-западнее Торецка); ВСУ контратаковали вдоль улицы Михаила Грушевского в центре Торецка, вдоль улицы Одесской на северо-западе города, вдоль улицы Даргомыжского на севере Торецка и в северной Нелиповке.
Геокадры, опубликованные 25 марта, указывают на то, что российские войска недавно продвинулись на северо-западе Торецка и в центре Александрополя, а также на шахте Торецкая на севере города и на запад вдоль шоссе O0524 к северо-западу от Торецка.
Геокадры, опубликованные 26 марта, показывают, что ВСУ недавно продвинулись в центральном Александрополе (к юго-западу от Торецка), а ВС РФ — вдоль улицы Сормовской на юге Торецка.
В последнюю неделю марта бои в районе города усилились, и российские войска продолжили наступление вдоль флангов Торецка.

#### Апрель
2 апреля 2025 года ВС РФ заняли Александрополь, расположенный юго-западнее города.
Благодаря перегруппировке с Кураховского направления до пяти мотострелковых полков 150-й и 20-й мотострелковых дивизий российские войска удвоили количество атак по сравнению с прошлой неделей и к 7 апреля продвинулись к юго-западному отвалу шахты «Центральная» на юго-западе Торецка, а также к северо-западу от города между дорогами на Нелеповку и Плещеевку.
ВСУ смогли вывести из окружения в Торецке свою штурмовую бригаду, с первой недели марта ведшую бои севернее и северо-западнее стадиона «Авангард».
11 апреля Институт изучения войны сообщил, что 10 и 11 апреля российские войска продолжали наступление в самом Торецке, к северу от Торецка в районе Дылеевки, к северо-востоку от Торецка в районе Дружбы, к западу от Торецка в направлении Романовки и к юго-западу от Торецка в районе Сухой Балки, Валентиновки и Александрополя. На основании геолокационных кадров, ISW сделал вывод о том, что российские войска недавно продвинулись к северо-востоку от Нелеповки (к северо-западу от Торецка) во время недавнего наступления вдоль трассы Т-0516 Торецк-Константиновка.
11 апреля ВС РФ захватили Пантелеймоновку и 14-го — Валентиновку, расположенные в 20 км к юго-западу от Торецка.
Во второй декаде апреля большинство российских атак на Торецком направлении происходило в центральной и южной частях Торецка, а также в направлении Дружбы (восточнее Торецка). ВС РФ продолжили медленное продвижение вдоль трассы H-20 Донецк-Константиновка.
Геокадры, опубликованные 22 и 23 апреля, подтверждают, что в последнее время российские войска продвинулись вдоль террикона на севере Торецка и к северо-западу от Леонидовки (к западу от города), а также захватили Сухую Балку (к юго-западу от Торецка).
Геокадры, опубликованные 26 и 27 апреля, указывают на то, что российские войска недавно продвинулись к железнодорожной линии на северо-востоке Щербиновки (к западу от Торецка) и в центральной части Березовки (к юго-западу от Торецка).
В последних числах апреля продолжались бои в Торецке и вокруг города: ВСУ продвинулись к юго-востоку от Дачного, ВС РФ незначительно продвинулись к улице Одесской на северо-западе города. По словам представителя оперативно-тактической группировки «Луганск» ВСУ во время атак российские войска впереди развертывали бронетехнику, за которой следовала волна мотоциклистов.

#### Май
В первой декаде мая ВСУ продолжали удерживать в Торецке позиции возле террикона шахты Торецкая, террикона шахты Фомиха и небольшой район южнее, а также западные окраины города. Российские войска атаковали под самим Торецком; севернее Торецка в районе Дачного и в направлении Делиевки; восточнее Торецка у Дружбы. 8 мая ВС РФ отразили украинскую механизированную контратаку в Торецке. 
17 мая российские войска захватили Александрополь и Новую Полтавку (оба к юго-западу от Торецка).
В третьей декаде мая, после четырёхмесячной наступательной операции по выравниванию линии фронта к югу и юго-западу от Константиновки, российские войска, продвинувшись в центральной части Зари и северной части Романовки (к западу от Торецка) и, захватив Старую Николаевку и Гнатовку (25 мая), а также поля к югу от Романовки, ликвидировали украинский выступ («карман») площадью 65 км² к юго-западу от Торецка.
29 мая ВС РФ захватили Романовку.

#### Июнь
1 июня ВС РФ полностью захватили село Заря и выровняли фронт западнее Торецка с целью наступления на Константиновку. В первую неделю июня российские войска продолжали атаки в районе шахт на северных окраинах Торецка.
Во вторую неделю июня российские войска продолжали атаки под самим Торецком; к северу от Торецка в районе Дылеевки; юго-западнее Торецка в районе Романовки; к западу от Торецка в районе и в направлении Александро-Калиново, Попова Яра и Яблоновки; и северо-западнее Торецка в сторону Русина Яра и Полтавки.
24 июня ВС РФ захватили Дылеевку (к северу от Торецка).

Линия фронта в конце июля 2025 г.

#### Июль
По оценке ISW от 14 июля 2025 года, с 1 ноября 2024 года российские войска продвинулись примерно на 617 квадратных километров на Константиновском направлении — в среднем 2,4 квадратных километра в день за последние девять месяцев.
15 июля российские войска захватили Новоспасское (к западу от Торецка).
21 июля ВС РФ захватили Попов Яр, расположенный в 25 км к северо-западу от Торецка.
30 июля российские войска захватили Александро-Калиново, расположенное к северо-западу от Торецка.

#### Август
По данным Института изучения войны, к 1 августа российским войскам удалось захватить Торецк.
По данным Института изучения войны геокадры, опубликованные 7 августа, указывают на то, что ВС РФ во время усиленного механизированного штурма численностью до роты продвинулись к центру Катериновки (непосредственно к северо-западу от Торецка) и центру Щербиновки (непосредственно к западу от Торецка).
9 августа Министерство обороны РФ заявило, что российские войска захватили Яблоновку (к северо-западу от Торецка).
14 августа МО РФ заявило, что российские войска захватили Щербиновку.